# Peter Kavanagh (football)
Peter Kavanagh, né le 11 septembre 1909 à Dublin et mort le 15 février 1993 à Glasgow en Écosse, est un footballeur irlandais jouant au poste de milieu de terrain gauche. Il fait partie des doubles internationaux irlandais puisqu'il a été sélectionné à la fois en équipe d'Irlande de football et en équipe de république d'Irlande de football.

## Sa carrière en club

### Aux Bohemians
Peter Kavanagh commence le football dans le quartier de Drumcondra à Dublin. Il signe pour le grand club du quartier, le Bohemian Football Club, en 1927. Le manager du club, qui est alors un ancien joueur des Rangers Bobby Parker, place le jeune joueur directement en équipe première. Avec quelques grands joueurs irlandais comme Jack McCarthy, Harry Cannon, Jimmy White, Jimmy Bermingham, Jeremiah Robinson et Christy Robinson, il est un membre important de l'équipe qui domine le championnat dans la fin des années 1920. En 1927-1928 les Boh's remportent les quatre trophées dans lesquels ils sont engagés : le championnat; la Coupe d'Irlande, la Coupe de la Ligue d'Irlande et la Leinster Senior Cup.
En avril 1928, Peter Kavanagh est titulaire lors d'un match de prestige organisé contre le Celtic Glasgow. Dans la même période, Kavanagh est sélectionné à deux reprises dans la League of Ireland XI, l'équipe du championnat d'Irlande : en octobre 1928 il marque deux buts lors du match contre le Welsh League XI. Il se met en évidence malgré la défaite 4-3. En octobre 1929, il est titulaire lors de la défaite 2-1 contre le Irish League XI.

### Au Celtic
En avril 1929, Peter Kavanagh signe au Celtic Football Club. Il fait ses grands débuts dans le championnat écossais le 10 août 1929 lors d'une victoire 2-1 sur Heart of Midlothian. Il score ensuite son premier but deux semaines plus tard contre Aberdeen FC.
En dépit de débuts brillants, Kavanagh perd ensuite sa place dans le onze titulaire. Il est définitivement écarté du club en mai 1932.

## Sa carrière internationale
Peter Kavanagh joue au niveau international pendant deux saisons entre 1929 et 1931. À ce moment-là deux équipes d'Irlande coexistent. Les deux fédérations nationales sélectionnent des joueurs sur la base de l'ensemble de l'île d'Irlande. D'une part l'IFA basée à Belfast dirige l'équipe d'Irlande de football et d'autre part, la FAI, basée à Dublin organise l'équipe de l'État Libre d'Irlande. En conséquence de nombreux footballeurs, comme Kavanagh, ont été amenés à jouer pour les deux équipes.

### Avec l'IFA
Le 19 octobre 1929 à Windsor Park, Kavanagh fait sa seule eu unique apparition sous le maillot de l'équipe de l'IFA. Il joue avec Elisha Scott et Joe Bambrick dans l'équipe qui est battue par l'Angleterre sur le score de 3 à 0.
En 1931, Kavanagh refuse une deuxième sélection de l'IFA pour aller jouer un match contre l'Espagne avec l'équipe de la FAI.

### Avec la FAI
En 1931, Peter Kavanagh joue à deux reprises pour l'équipe de la FAI contre l'Espagne.
Le 26 avril 1931, il aide une équipe qui comprend des joueurs comme Tom Farquharson, Paddy Moore, Jeremiah Robinson, Harry Chatton et Charlie Dowdall à obtenir un bon match nul 1-1 au stade de Montjuïc. Lors des derniers instants du match, alors que Tom Farquharson vient juste d'arrêter un penalty, celui-ci relance immédiatement vers Kavanagh qui déborde sur son aile gauche. Il voit le gardien adverse Ricardo Zamora avancé et tente de le lober. Son tir heurte le poteau et sort du terrain.
Kavanagh obtient sa deuxième sélection au match retour contre l'Espagne le 13 décembre 1931 à Dalymount Park. L'Espagne s'impose cette fois sans difficulté, 5 buts à 0.

## Palmarès
Le palmarès de Kavanagh est obtenu avec le Bohemian Football Club
- Championnat d'Irlande de football
  - Vainqueur en 1927-1928
- Coupe d'Irlande de football
  - Vainqueur en 1928
- Leinster Senior Cup
  - Vainqueur en 1928
- Coupe de la Ligue d'Irlande
  - Vainqueur en 1924-1928 et 1928-1929